# Capuchin Swing
Capuchin Swing è un album di Jackie McLean, pubblicato dalla Blue Note Records nel dicembre del 1960. 

## Tracce
Brani composti da Jackie McLean, tranne dove indicato
Lato A
1. Francisco – 9:30
2. Just for Now – 7:31 (Walter Bishop Jr.)
3. Don't Blame Me – 4:21 (Dorothy Fields, Jimmy McHugh)

Durata totale: 21:22
Lato B
1. Condition Blue – 8:10
2. Capuchin Swing – 6:07
3. On the Lion – 4:44 (Walter Bishop Jr.)

Durata totale: 19:01

## Musicisti
- Jackie McLean - sassofono alto
- Blue Mitchell - tromba
- Walter Bishop Jr. - pianoforte
- Paul Chambers - contrabbasso
- Art Taylor - batteria